# 愛情誕生的日子
《愛情誕生的日子》（日語：愛が生まれた日），是日本女性演員藤谷美和子和男性歌手兼作曲家大內義昭合唱的單曲。1994年2月21日發行。

## 簡介
1994年藤谷美和子和仲村徹主演的日本電視台電視劇《將結婚的你》的插曲。由藤谷美和子與大內義昭合唱。這也是作為演員的藤谷的音樂出道單曲。
單曲發行首週的銷量只有5.1萬張，在Oricon公信榜上排行第9位。到發行第三週達到最高排行，也只有第5位。但是最終累計總銷量高達132.7萬張，是1994年度日本單曲銷量第13位。
歌曲傳唱度很高，是1994年度日本卡拉OK點唱次數最多的歌曲。在2006年Oricon「最想和戀人一起唱卡拉OK的歌」的調查中，這首歌高踞第一位。
藤谷和大內在當年年底首次被邀請上NHK紅白歌合戰上演唱。榮獲日本唱片大賞的優秀賞、日本有線大賞的最優秀新人賞以及全日本有線放送大賞的最高大賞等獎項。

## 收錄曲目
1. 愛情誕生的日子（愛が生まれた日）
  - 作詞：秋元康；作曲：羽場仁志；編曲：萩田光雄；歌：藤谷美和子、大內義昭
2. 僅有的眼淚（わずかの涙）
  - 作詞：秋元康；作曲、編曲：後藤次利；和聲編曲：高尾直樹；歌：藤谷美和子
3. 愛情誕生的日子（Original Karaoke）